# Yaski
Yaski (en ucraniano: Яськи, romanizado: Yasky) es un pueblo ucraniano perteneciente al óblast de Odesa. Situado en el suroeste del país, es parte del raión de Odesa y del municipio (hromada) de homónimo.

## Toponimia
El nombre del asentamiento en ruso es también Yaski (en ruso: Яськи).

## Geografía
Yaski se encuentra a orillas del río Turunchuk, 11 km al noroeste de Biliaivka y 60 km al este de Odesa, cerca de la frontera con Moldavia.

## Historia
El pueblo fue fundado en 1780.

## Demografía
La evolución de la población de Yaski entre 1989 y 2001 fue la siguiente:
| 4573                                                          | 4145 |
| (Fuente: Cities & Towns of Ukraine y UKRAINE: Größere Städte) |      |

Según el censo de 2001, la lengua materna de la mayoría de los habitantes, el 94,89%, es el ucraniano; del 2,97% es el ruso; y del 1,74% es el rumano.

## Infraestructura

### Transporte
Yaski está situado en la carretera territorial T–16–25.